# 秘密入侵 (電視劇)
《秘密入侵》（英語：Secret Invasion）是一部美國超级英雄类型的迷你網路影集，改編自漫威漫畫的同名故事線，由凱爾·布萊斯特里特擔任首席編劇、阿里·薩利姆執導。由漫威影業製作，屬於漫威電影宇宙的系列作品之一，與漫威電影宇宙系列電影處於同一架空世界和共同世界，其同時為一部跨界作品。
山繆·傑克森回歸出演尼克·福瑞、班·曼德森回歸出演史克魯爾人的首領塔洛斯，主演還包括蔻碧·史莫德、馬丁·費里曼、金斯利·本-阿迪爾、查雷恩·伍達德、基利安·史考特、山繆·阿德溫米、德莫·麥隆尼、克里斯多夫·麥當勞、凱蒂·芬納蘭、艾蜜莉亞·克拉克、奧莉薇雅·柯爾曼和唐·奇鐸。2020年9月，影集的開發工作開始進行，凱爾·布萊斯特里特擔當首席編劇，傑克森參演影集。12月，漫威公佈正式劇名，曼德森確認參演影集。額外選角工作於2021年3至4月進行，薩利姆於5月確認執導影集。影集於2021年9月在英國倫敦開機拍攝、翌年4月殺青，補拍地點橫跨英國的西約克郡和利物浦。
《秘密入侵》屬於漫威電影宇宙的第五階段，于2023年6月21日在Disney+上線，共六集。

## 劇情
在外太空多年的尼克·福瑞接到瑪麗亞·希爾的来电后返回地球会见塔洛斯，从塔洛斯口中得知史克魯爾人的一支族群潛入地球，滲透了人類的各個層面，试图发起第三次世界大战，於是与希爾和塔洛斯一同阻止該陰謀並拯救人類。

## 演員與角色
- 山繆·傑克森 飾演尼克·福瑞（Nick Fury）

神盾局前局長，回到地球的前幾年一直在深空與史克魯爾人合作，因為他在2019年電影《復仇者聯盟：終局之戰》的事件發生後已“精疲力盡”，且不確定“自己在世界上的位置”。傑克森指影集將更深入探討福瑞的過去及未來，探索福瑞除了「是個狠角色」這一點以外的其他東西，並真正探索該角色、“深入研究其工作實際上讓他的個人生活付出了多少代價”；他又表示《秘密入侵》讓他能對該角色“弄清楚一些事情並研究出一些新東西”，因為此前每次登場都總沒機會這樣做。執行製片人喬納森·舒瓦茲補充道鑑於該角色過去為保衛地球而被迫作出的行為有代價和後果，“其過去的罪責開始再一次地困擾着他”。
- 班·曼德森 飾演塔洛斯（英语：Talos (comics)）

史克魯爾人其中一支派系的首領，福瑞的盟友。
- 金斯利·本-阿迪爾 飾演格雷域（Gravik）

一群脫離了塔洛斯派系的史克魯爾叛軍的領袖，認為幫助同類的最好方法是滲透地球以獲取所需的資源，並在俄羅斯一個退役的放射性地點展開行動。導演阿里·薩利姆在描述該角色時表示格雷域並不是一位恐怖分子或“純粹是一位拿著炸彈的反派”，並補充道影集將探討其漸生不滿之情的源由。
- 盧卡斯·佩索德（Lucas Persaud） 飾演 年幼的格雷域

- 艾蜜莉亞·克拉克 飾演佳雅（英语：G'iah (Marvel Comics)）

塔洛斯的女兒，因福瑞未能履行承諾為史克魯爾人尋找合適的家園而對他懷恨在心。克拉克形容佳雅有“一種像似的感覺”，並補充道身為一位“難民小孩”使她“變得堅強”。年幼的佳雅於2019電影《驚奇隊長》中由奧登·L·奧弗爾斯（Auden L. Ophuls）和哈里特·L·奧弗爾斯（Harriet L. Ophuls）飾演。克拉克此前曾被謠傳飾演天劍局局長阿比蓋爾·布蘭德，天劍局此前於2021年影集《汪達幻視》中出現。
- 奧莉薇雅·柯爾曼 飾演桑亞·法斯禾夫（Sonya Falsworth）

一名軍情六處高級探員，福瑞的老盟友，希望在史克魯爾人滲透行動的過程中保衞英國的國家安全利益，被描述為影集中“一個更具敵意的存在”，會根據自己與福瑞所渴望達成的目的而選擇是與他合作抑或是反對他
- 基利安·史考特（英语：Killian Scott） 飾演彼根（英语：Pagon）

史克魯爾叛軍的一員，格雷域的副手。
- 山繆·阿德溫米（英语：Samuel Adewunmi） 飾演比圖（Beto）

史克魯爾叛軍的一員。
- 德莫·麥隆尼 飾演列森（Ritson）

美國總統。
- 唐·奇鐸 飾演詹姆斯·羅德／拉瓦（James "Rhodey" Rhodes / Raava）

美國空軍的軍事採購聯絡人，復仇者之一，操作戰爭機器裝甲作戰。身為總統的得力助手，羅德已由一位擁有特殊戰衣的人變為一隻政治動物，迫使他作出很多可能是好的亦可能是壞的決定；此外，他亦變得比以前更具敵意，且正在掙扎著究竟應該成為一名遵循指揮系統的軍人還是跳出框框。
- 理察·多默（英语：Richard Dormer） 飾演普斯葛（Prescod）

神盾局前探員，發現史克魯爾人入侵地球的計劃。
- 蔻碧·史莫德 客串飾演瑪麗亞·希爾（Maria Hill）

神盾局前副局長，身為福瑞的副手卻一直與其失聯。與此前的出場相比，影集讓史莫德得以更有深度地飾演希爾。
- 馬丁·費里曼 客串飾演艾佛瑞特·羅斯（英语：Everett K. Ross）

美國前中情局探員。
- O·T·費本勒 客串飾演瑞克·梅森（英语：Agent (comics)）

福瑞的盟友，該角色此前於電影《黑寡婦》登場。
- 查雷恩・伍達德（英语：Charlayne Woodard） 飾演娃華（英语：Varra (comics)）／普詩娜·戴維斯（Varra / Priscilla Davis）[13]

福瑞的妻子，实为代替名为普希拉的已故人类好友继续生活，此事福瑞亦早已得知。
- 克里斯多夫·麥當勞 飾演克里斯·史登（Chris Stearns）

一名史克魯爾人冒充FXN新聞主持人兼史克魯爾議會成員。該角色來自真實世界的Fox News播報員塔克·卡森。
- 凱蒂·芬納蘭（英语：Katie Finneran） 飾演羅莎·杜頓（Rosa Dalton）

一名為史克魯爾做事的科學家，為「收穫」計畫研究不同的DNA樣本。

## 集數
| 集數 | 標題         | 譯名 | 導演        | 編劇                                                               | 上線日期      |
| --- | ------------ | ---- | ----------- | ------------------------------------------------------------------ | ------------- |
| 1 | Resurrection |      | 阿里·薩利姆 | 凱爾·布萊斯特里特 （ 英语 ： Kyle Bradstreet） 布萊恩·塔克 （ 英语 ： Brian Tucker (screenwriter)）          | 2023年6月21日 |
| 瑪麗亞·希爾抵達莫斯科，協助在殺死一名神盾局成員後遭塔洛斯追捕的艾佛瑞特·羅斯，但卻赫然發現對方原來是一名假扮羅斯的史克魯爾人。尼克·福瑞在接到希爾的來電後返回地球會見塔洛斯，並得知其已被史克魯爾議會放逐，而他們的前盟友之一格雷域在接下領導的角色後正在召集史克魯爾人以美國恐怖組織為幌子在俄羅斯進行髒彈襲擊。福瑞隨後來被軍情六處特工綁架並帶至會晤老熟人桑亞·法斯禾夫，於是便提出與對方合作阻止格雷域的計劃，但卻被一口拒絕。 在使用其基地的秘密錄音設備竊聽她與英國首相的談話後，福瑞和塔洛斯成功追踪一名假扮成藝術畫廊老闆瓦西里·波普利欽的史克魯爾人，但未能從他的口中審問出關於其盟友格雷域的資訊，最終福瑞在盤問以失敗告終後被迫殺死了他。在為格雷域的叛軍取得炸彈前會見了波普利欽的佳雅被父親塔洛斯設法追上，並在拒絕交出炸彈後驚聞母親索倫已逝的噩耗，塔洛斯向其表示格雷域就是她的弒母仇人。兩父女隨後於深夜時分秘密會面，佳雅告訴父親叛軍計劃在統一日襲擊統一廣場，福瑞、希爾和塔洛斯便於翌日抵達廣場尋找被佳雅留下了標記的炸彈地點。只可惜當三人發現這些地點盡是誘餌時為時已晚，格雷域隨即引爆了炸彈，並假扮成福瑞槍傷希爾，福瑞和塔洛斯被迫遺下受了致命傷的希爾逃離現場。 |              |      |             |                                                                    |               |
| 2 | Promises     | 承諾 | 阿里·薩利姆 | 劇本創作 ：布蘭特·恩格斯坦（Brant Englestein）、布萊恩·塔克 故事構思 ：布萊恩·塔克 | 2023年6月28日 |
| 1997年，福瑞遇到了年輕的格雷域，並在向索倫和史克魯爾移民發表演講時安慰了他，承諾如果史克魯爾人不在地球叛亂，他便會盡力為他們找一個新家。回到現在，在莫斯科爆炸案後，福瑞從塔洛斯得知，地球上的人類中生活著一百萬個斯克魯爾人。憤怒的福瑞與塔洛斯分道揚鑣，隨後與希爾的母親伊麗莎白會面，解釋了她的死因。由於美國捲入了莫斯科爆炸案，格雷域會見了史克魯爾議會的成員，他們對其破壞行為表示不滿。格雷域提醒議會福瑞未能兌現他的承諾，並在大多數人的支持下任命自己為新的史克魯爾將軍。議會成員雪莉·薩加爾拒絕屈服並被允許安全離開，她秘密聯繫塔洛斯，塔洛斯要求她安排他和格雷域之間關於其女兒的會面。在倫敦，福瑞會見了詹姆斯·羅德，並向他說明了爆炸案的原因是因為史克魯爾叛軍對地球秘密入侵而造成的第一起案。 但是羅德因已憑其政界力量把作為爆炸案現場出現者之一的希爾的遺體運回倫敦下葬，無法幫助福瑞，並因福瑞參與了爆炸案而讓他退伍，這使美國和其他國際政府之間的緊張局勢升級。與此同時，桑亞到達一家肉店，斯克魯爾的安全屋被發現後，叛軍之一的布羅根就被關押在那裡。桑亞對布羅根嚴刑逼供，因而得知格雷域正在建造一台增強史克魯爾人力量的機器，以及名叫杜頓夫婦的科學家也參與其中。佳雅秘密發現斯克魯爾人正在對格魯特、冰霜獸、黑曜獵手和絕境病毒等各種樣本進行實驗。之後，叛軍殺進來營救布羅根，桑亞趁機從地下通道逃脫。格雷域懷疑布羅根曾洩密，於是在他們到達住所之前處決布羅根以除後患。後來，福瑞回到家中，見到了其妻普希拉。 |              |      |             |                                                                    |               |
| 3 | Betrayed     | 背叛 | 阿里·薩利姆 | 珊· （ ） 布萊恩·塔克                                              | 2023年7月5日  |
| 格雷域向議會透露，他打算利用收集到的外星人DNA創造超級史克魯爾人，並且他已經派出一些叛軍滲透到皇家海軍，以便向聯合國飛機發射導彈。格雷域後來與塔洛斯會面，商討連本帶利，但當前者威脅要殺死佳雅時，討論破裂了。佳雅秘密向塔洛斯發送有關這次襲擊的信息，而福瑞則與他會面並懇求再次合作。福瑞聯繫桑亞，並得知了海軍指揮總部負責官員勞勃·費爾班，正是涉及下一起爆炸案的嫌疑人。福瑞和塔洛斯到達總部並審問費爾班，但後者激怒塔洛斯殺死他。塔洛斯聯繫了佳雅，並從中獲得了費爾班的授權碼，使他們能夠及時中止發射。佳雅試圖逃跑，但被格雷域發現，懷疑她背叛，並被殺。與此同時，普希拉秘密聯繫一名身份不明的人，希望與格雷域交談，但遭到拒絕。 |              |      |             |                                                                    |               |
| 4 | Beloved      |      | 阿里·薩利姆 | 布萊恩·塔克                                                        | 2023年7月12日 |
| 早前暗中使用格雷域的增強機器為自己注射絕境病毒的佳雅在格雷域以為她已死並離開後，傷口痊癒後迅速脫離現場。隨後，她與塔洛斯重聚，塔洛斯透露，他計劃在斯克魯爾人成功阻止叛軍後請求美國總統列森幫助他們，這讓原本以為塔洛斯會另覓星球並逃離格雷域控制的佳雅非常失望，並與其分道揚鑣。普希拉在接到早前的神秘電話後到教堂与神秘人——偽裝成羅德的史克魯爾人拉瓦會面，拉瓦發現普希拉是喬裝的斯克魯爾人後指示她殺死福瑞。但兩人均不知道剛才的所有對話早被暗中使用竊聽器的福瑞聽得一清二楚。福瑞後來就普希拉與叛軍聯絡並要計劃暗殺他的事情與其對峙，但在普希拉透露她曾向被其偽裝的已故人類好友發誓永遠不會傷害她的愛人後，雙方互相原諒，也不再決定殺掉對方。 此後，福瑞拜訪了偽裝成羅德的拉瓦，並設局與對方假意爭執而使其放下戒心，使拉瓦喝下早已被福瑞加上液體追踪器的酒。福瑞和塔洛斯駕車尾隨其後，接完列森總統的拉瓦在總統一行人前往談判路上，向叛軍通風報信。格雷域一行人偽裝成俄羅斯恐怖分子，襲擊了列森的車隊，企圖加劇美國與俄羅斯的不和關係，進而引發第三次世界大戰。福瑞和塔洛斯在隨後趕到的軍隊的支援下，救出了昏迷不醒的列森，但塔洛斯被槍所傷，最終在福瑞与格雷域僵持下，被后者殺死。福瑞為了保護世界安全，被迫遺下塔洛斯的遺體，駕車載著昏迷的列森逃離現場。 |              |      |             |                                                                    |               |
| 5 | Harvest      |      | 阿里·薩利姆 | 麥可·比姆、布萊恩·塔克                                             | 2023年7月19日 |
| 在暗杀总统列森失败后，因为格雷域一次又一次放过福瑞，叛军开始对他失去信心，也不再相信格雷域所言。新兵比圖再也按耐不住格雷域的独裁，遂带领一小群人发动叛变，但格雷域当着众人面前将他们全部杀死，以示反对他的后果。与此同时，福瑞将列森送往医院抢救，并在总统抢救途中与姗姗来迟的偽裝成羅德的拉瓦对质，但拉瓦透露如果自己被福瑞杀掉，电脑将会泄露伪装成福瑞的格雷域枪杀希尔的录像，令福瑞列入全球紅色通緝犯名单。福瑞深知如果自己被逮捕，就再也没有人能阻止第三次世界大战的爆发，于是被迫撤退。但拉瓦仍然释放片段，让福瑞成为“世界上最危险和最讨厌的人”。福瑞后来会见了佳雅，让对方带着塔洛斯的遺體寻找普希拉进行丧礼，佳雅则透露格雷域正在寻找名为“收穫”的超级基因。在揭露她的上级戴力·韋德比是斯克鲁人后，桑亞从其口中逼问出协助斯克鲁人研究增强机器的罗莎·杜頓博士之住所，并向她审问了增强机器的详情后放火烧掉实验室，也顺便处决伪装成维克托·杜頓的斯克魯爾人。 在医院，拉瓦受格雷域所命，向刚苏醒过来的列森展示了格雷域的位于俄罗斯的新史克魯爾基地的照片，暗示俄罗斯与斯克魯爾人的同伙，并建议对该基地进行袭击，考虑到这代表爆发世界大战，以及早前福瑞暗中告知其不可以相信罗德，列森终于有些犹豫。格雷域给福瑞打电话，提出如果他亲自给他带来“收穫”，就终止所有行动。佳雅和普希拉为塔洛斯举行了葬礼，一番寒暄后遭到叛军的攻击，两人并肩合作，成功击退所有叛军。坐私人飞机到达芬兰并靠着“寡婦面紗”技术伪装身份的福瑞前往会合桑亞，并来到一座刻有他名字的坟墓，里面有机关藏着“收穫”，亦即地球之战战斗时復仇者们留下来的的DNA。之后，福瑞带着收穫，并穿回自己在神盾局局长的装备重装上阵，联络某人后准备与格雷域决一死战。 |              |      |             |                                                                    |               |
| 6 | Home         | 家園 | 阿里·薩利姆 | 凱爾·布萊斯特里特 布萊恩·塔克                                      | 2023年7月26日 |
| 弗瑞在新史克魯爾与格雷域对峙并给予他收穫，同时要求他放過地球并去征服其他行星。格雷域拒绝了，并用收穫中的DNA来增强自己的力量。他试图用新的力量杀死弗瑞，却发现弗瑞其實是乔装的佳雅，並也获得了与他相同的力量。两人互相争斗，但佳雅最终占据上风并杀死了格雷域。与此同时，拉瓦成功说服列森授权对新史克魯爾进行核打击，但被桑亞欺骗，为列森安排撤离。桑亞和真正的弗瑞面对拉瓦并向列森揭露真相。拉瓦试图报复，但被弗瑞杀死。列森取消了襲擊，让佳雅解救了被困在新史克魯爾下的人类，其中包括真正的罗斯和罗德。此后，列森发布了一项新法案，宣布所有外星物种为敌对势力，并威胁要追捕地球上剩余的斯克魯爾人，导致平民公开谋杀随机的知名官员，引发骚乱。桑亞与佳雅会面，并提出建立伙伴关系，以帮助保护斯克魯爾人免受列森法案的影响。弗瑞邀请普詩娜来神刃太空站協助他在和平峰會與克里人談判。她同意了，他们一起离开了地球。 |              |      |             |                                                                    |               |

## 製作

### 開發
2005年9月，漫威主席兼總裁阿維·阿拉德宣佈開發改編旗下漫威漫畫角色的電影，共計10部，其中包括以尼克·福瑞為主角的影片。2006年，漫威獲得融資，10部影片均由派拉蒙影業負責發行。2006年4月，安德魯·W·馬羅被聘為編劇為這部電影創作劇本。2019年4月，山繆·傑克森已經在10部漫威電影宇宙系列電影和漫威電影宇宙電視劇的《神盾局特工》中出演該角色，《好萊塢報導》編輯李察·紐比（Richard Newby）稱是時候開發以尼克·福瑞為主角的電影了，「漫威電影宇宙中最有價值的資產尚未被開發」。2020年9月25日，漫威影業宣佈開發以尼克·福瑞為主角的電視劇，山繆·傑克森回歸出演該角色，凱爾·布萊斯特里特擔當編劇兼執行製片人。
2020年12月，漫威影業總裁凱文·費吉在迪士尼投資人會議上宣佈正式劇名為「秘密入侵」（Secret Invasion），山繆·傑克森和班·曼德森分別回歸領銜出演尼克·福瑞和史克魯爾人的首領塔洛斯，影集改編自2008年至2009年出版的同名漫畫。凱文·費吉透露，這部「聚焦於連動事件的影集」與漫威電影宇宙系列電影存在緊密聯繫。漫威影業為了「創作出與此前不同的影視作品」，選擇將「秘密入侵」改編為影集，而非電影。截止至2021年4月，漫威已經初步選定影集的導演。2021年5月，湯馬士·伯祖查和阿里·薩利姆確定擔當導演，兩人分別執導其中三集，或者分別執導兩集和四集。執行製片人還包括喬納森·舒瓦茲。影集共6集，每集時長為35至50分鐘。

### 劇本
凱文·費吉表示由於漫畫《秘密入侵》中的出場人物比2019年電影《復仇者聯盟4：終局之戰》中出現的角色還多，影集不會試圖完全還原漫畫中的出場人物和廣闊的宇宙背景。他透露影集將探索漫畫中的「政治妄想元素」，「包含十分曲折的故事情節」。

### 選角
2020年9月，漫威影業宣佈開發影集的同時，山繆·傑克森確定回歸出演尼克·福瑞。2020年12月，凱文·費吉正式確定山繆·傑克森參演影集，同時班·曼德森回歸出演史克魯爾人的首領塔洛斯。2021年3月，金斯利·本-阿迪爾出演未公布的主要反派角色。4月，奧莉薇雅·柯爾曼確定參演影集，艾蜜莉亞·克拉克與漫威進入最後的商談階段，有望參演影集。當月月底，艾蜜莉亞·克拉克確定參演影集，出演阿比蓋爾·布蘭德一角，基利安·史考特與漫威進入商談階段。2021年5月，基利安·史考特和克里斯多夫·麥當勞確定參演影集，克里斯多夫·麥當勞出演原作漫畫中不存在的影集原創角色，該角色有望出現於漫威電影宇宙的後續影視項目之中。2021年11月，卡門·艾喬格確定參演影集。2021年12月，蔻碧·史莫德確定回歸出演瑪麗亞·希爾。2022年2月，片場照片透露唐·奇鐸回歸出演詹姆斯·羅德，德莫·麥隆尼出演美國總統列森（Ritson）。2022年3月，山繆·傑克森證實馬丁·費里曼和唐·奇鐸參演影集，費里曼回歸出演美國中情局探員艾佛瑞特·羅斯。
2021年9月，曾在漫威電視開發製作的影集《神盾局特工》中出演「震波女」黛西·約翰森的汪可盈透露她沒有參演影集。汪可盈此前因檔期衝突辭演CW電視網製作的真人影集《飛天小女警》。

### 拍攝
影集原計劃於2021年8月在英國倫敦開機拍攝，隨後推遲至2021年9月1日開機，工作標題為「什錦飯」（Jambalaya）。湯馬士·伯祖查和阿里·薩利姆執導影集，希爾凡·迪芳（Sylvaine Dufaux）和瑞米·艾法瑞辛擔當攝影指導。2021年10月14日，主演山繆·傑克森在倫敦完成2023年電影《驚奇隊長2》的相關拍攝作業之後，開始進組拍攝。劇組在英格蘭西約克郡的多個地方取景拍攝，2022年1月22日在利茲，1月24日在哈德斯菲爾德，1月24日至31日在哈利法克斯。2月28日，劇組移至利物浦街車站取景拍攝。劇組還在歐洲取景拍攝。2022年4月25日殺青。

## 市場營銷
2021年11月12日，Disney+釋出影集前導宣傳劇照。

## 發行
《秘密入侵》於2023年6月21日在Disney+首播，共6集，屬於漫威電影宇宙第五階段。

## 迴響

### 評價
| 季數 | 季數 | 爛番茄           | Metacritic     |
| ---- | ---- | ---------------- | -------------- |
|      | 1    | 52%（197篇評論） | 63（24篇評論） |

根据評論匯總网站爛番茄汇总的197篇评论文章，52%的评论家给予该作正面评价，平均打分为6.1分（满分10分）在Metacritic上，24位影評人共給予了63分的分數（滿分100分）。

## 相關媒體

### 紀錄片特輯
2021年2月，迪士尼宣佈製作紀錄片影集《漫威影業：創作大本營》，包括漫威電影宇宙電影和影集項目的幕後製作花絮，並採訪主要演員和創意團隊。以影集《秘密入侵》為主題的特輯於2023年9月20日釋出。

## 未來
2022年9月，凱文·費吉公開宣佈《裝甲戰爭》將會承接《秘密入侵》的故事線，唐·奇鐸亦會回歸飾演詹姆斯·羅德。

## 備註
1. ↑  依照漫威電影宇宙電視劇播出次序。
2. ↑  依照漫威電影宇宙中故事發生的時間次序，參見漫威电影宇宙#時間線。
3. ↑  參見2019年電影《蜘蛛俠：決戰千里》。
4. ↑  參見2019年電影《復仇者聯盟4：終局之戰》。
5. ↑  後續劇情參見2023年電影《Marvel隊長2》。

## 資料來源
1. 1 2 3 4 5 6 7  Brezican, Anthony. . Vanity Fair. 2023-03-31  [2023-03-31]. （原始内容存档于2023-03-31）.
2. 1 2  Tinoco, Armando. . Deadline Hollywood. April 2, 2023  [2023-04-03]. （原始内容存档于2023-04-03）.
3. 1 2 3  Otterson, Joe. . Variety. 2020-09-25  [2020-09-25]. （原始内容存档于2020-09-25） （美国英语）.
4. ↑  Couch, Aaron; Kit, Borys. . The Hollywood Reporter. 2022-07-23  [2022-07-29]. （原始内容存档于2022-07-25）.
5. ↑  Coggan, Devan. . Entertainment Weekly. 2022-05-16  [2022-05-16]. （原始内容存档于2022-05-17）.
6. ↑  Butcher, Sophie. . Empire. 2023-05-03  [2023-05-07]. （原始内容存档于2023-05-03）.
7. 1 2 3  Gelman, Vlada. . TV Line. 2020-12-10  [2020-12-10]. （原始内容存档于2020-12-11） （美国英语）.
8. ↑  Travis, Ben. . Empire. 2023-05-05  [2023-05-06]. （原始内容存档于2023-05-06）.
9. ↑  . The Cinema Spot. 2023-06-15  [2023-06-21]. （原始内容存档于2023-06-16）.
10. ↑  Lapin-Bertone, Joshua. . Popverse. January 3, 2023  [March 31, 2023]. （原始内容存档于January 3, 2023）.
11. ↑  Taylor, Jay Carter. . Collider. 2022-11-30  [2022-12-24]. （原始内容存档于2022-12-15） （美国英语）.
12. ↑  Mitovich, Matt Webb. . TVLine. 2023-04-02  [2023-04-02]. （原始内容存档于2023-04-03）.
13. 1 2  Paige, Rachel. . Marvel.com. 2023-06-07  [2023-06-19]. （原始内容存档于2023-07-12）.
14. ↑  O'Rourke, Ryan. . Collider. 2023-06-16  [2023-06-19]. （原始内容存档于2023-06-22）.
15. ↑  Deadline Hollywood [@DEADLINE].  (推文). 2023-06-14 –Twitter.
16. 1 2  McPherson, Christopher. . Collider. 2023-05-14  [2023-05-15]. （原始内容存档于2023-05-15）.
17. 1 2  Barfield, Charles. . The Playlist. 2022-03-16  [2022-03-16]. （原始内容存档于2022-03-16） （美国英语）.
18. ↑  Mathai, Jeremy. . /Film. 2023-06-08  [2023-06-09]. （原始内容存档于2023-06-08）.
19. 1 2  Kroll, Justin. . Deadline Hollywood. 2021-12-01  [2021-12-01]. （原始内容存档于2021-12-02） （美国英语）.
20. ↑  Mitovich, Matt Webb. . TVLine. 2022-09-27  [2022-09-28]. （原始内容存档于2022-09-28）.
21. 1 2  Bonomolo, Cameron. . ComicBook.com. 2022-03-12  [2022-03-12]. （原始内容存档于2022-03-12） （美国英语）.
22. ↑  Pittman, Karen [@thekarenpittman].  (推文). 2022-09-14  [2022-09-20]. （原始内容存档于2022-09-20） –Twitter.
23. ↑  . WGAW.   [2023-05-11]. （原始内容存档于2023-04-13）.
24. ↑  . The Futon Critic.   [2023-05-16].
25. ↑  . IGN. 2005-09-06  [2018-12-04]. （原始内容存档于2012-10-24） （美国英语）.
26. ↑  Vincent, Rodger. . Los Angeles Times. 2005-09-06  [2014-01-18]. （原始内容存档于2014-04-16） （美国英语）.
27. ↑  McClintock, Pamela. . Variety. 2006-04-27  [2020-09-25]. （原始内容存档于2020-08-03） （美国英语）.
28. ↑  Newby, Richard. . The Hollywood Reporter. 2019-04-07  [2020-10-01]. （原始内容存档于2019-06-05） （美国英语）.
29. ↑  Paige, Rachel. . Marvel.com. 2020-12-10  [2020-12-10]. （原始内容存档于2020-12-11） （美国英语）.
30. ↑  Han, Angie. . Mashable. 2020-12-10  [2020-12-11]. （原始内容存档于2020-12-11） （美国英语）.
31. 1 2 3 4  Chitwood, Adam. . Collider. 2021-01-11  [2021-01-11]. （原始内容存档于2021-01-12） （美国英语）.
32. 1 2 3  Kit, Borys. . The Hollywood Reporter. 2021-04-19  [2021-04-19]. （原始内容存档于2021-04-19） （美国英语）.
33. 1 2  Kit, Borys. . The Hollywood Reporter. 2021-05-14  [2021-05-14]. （原始内容存档于2021-05-14） （美国英语）.
34. ↑  Anderson, Jenna. . ComicBook.com. 2021-09-01  [2021-09-02]. （原始内容存档于2021-09-02） （美国英语）.
35. ↑  Goldberg, Matt. . Collider. 2021-01-11  [2021-01-11]. （原始内容存档于2021-01-11） （美国英语）.
36. 1 2  Davis, Brandon. . ComicBook.com. 2021-01-10  [2021-01-10]. （原始内容存档于2021-01-11） （美国英语）.
37. ↑  Andreeva, Nellie. . Deadline Hollywood. 2021-03-15  [2021-03-15]. （原始内容存档于2021-03-15） （美国英语）.
38. 1 2  Donnelly, Matt. . Variety. 2021-04-20  [2021-04-20]. （原始内容存档于2021-04-20） （美国英语）.
39. ↑  Andreeva, Nellie. . Deadline Hollywood. 2021-04-30  [2021-04-30]. （原始内容存档于2021-04-30） （美国英语）.
40. ↑  Andreeva, Nellie. . Deadline Hollywood. 2021-05-26  [2021-05-26]. （原始内容存档于2021-05-26） （美国英语）.
41. 1 2  D'Alessandro, Anthony. . Deadline Hollywood. 2021-11-12  [2021-11-13]. （原始内容存档于2021-11-13） （美国英语）.
42. 1 2  Hood, Cooper. . Screen Rant. 2022-02-28  [2022-02-28]. （原始内容存档于2022-03-01） （美国英语）.
43. 1 2  Dumaraog, Ana. . Screen Rant. 2022-02-28  [2022-02-28]. （原始内容存档于2022-03-01） （美国英语）.
44. 1 2  Barnhardt, Adam. . ComicBook.com. 2022-03-01  [2022-03-02]. （原始内容存档于2022-03-02） （美国英语）.
45. ↑  Mitovich, Matt Webb. . TVLine. 2021-09-22  [2021-09-23]. （原始内容存档于2021-09-23） （美国英语）.
46. ↑  Otterson, Joe. . Variety. 2021-08-11  [2021-09-23]. （原始内容存档于2021-09-06） （美国英语）.
47. ↑  Bonomolo, Cameron. . ComicBook.com. 2021-07-01  [2021-07-02]. （原始内容存档于2021-07-02） （美国英语）.
48. ↑  . Film London. 2021-09-01  [2021-09-06]. （原始内容存档于2021-09-06） （美国英语）.
49. ↑  . Production Weekly. 2021-06-02  [2021-06-02]. （原始内容存档于2021-06-02） （美国英语）.
50. 1 2  Fitton, Sarah. . Halifax Courier. 2022-01-14  [2022-01-15]. （原始内容存档于2022-01-15） （英国英语）.
51. ↑   (PDF). Worldwide Production Agency.   [2021-07-18]. （原始内容存档 (PDF)于2021-07-18） （美国英语）.
52. ↑  . United Agents.   [2022-04-04]. （原始内容存档于2022-04-05） （英国英语）.
53. ↑  Nash, Anthony. . ComingSoon.net. 2022-03-17  [2022-03-17]. （原始内容存档于2022-03-17） （美国英语）.
54. ↑  Burlingame, Russ. . ComicBook.com. 2021-10-14  [2021-10-14]. （原始内容存档于2021-10-14） （美国英语）.
55. ↑  Gildea, Samantha; Norden, Jasmine; Port, Samuel. . Leeds Live. 2022-01-23  [2022-01-23]. （原始内容存档于2022-01-23） （英国英语）.
56. ↑  Houghton, Rianne. . Digital Spy. 2022-01-24  [2022-01-27]. （原始内容存档于2022-01-27） （美国英语）.
57. ↑  Erao, Math. . 漫畫書資源網. 2022-04-25  [2022-04-26]. （原始内容存档于2022-04-26） （美国英语）.
58. ↑  Alber, Caitlin. . Collider. 2021-05-15  [2021-05-17]. （原始内容存档于2021-05-15） （美国英语）.
59. ↑  Tapp, Tom. . Deadline Hollywood. 2022-07-23  [2022-07-24]. （原始内容存档于2022-07-24）.
60. 1 2  . Rotten Tomatoes. Fandango Media.   [2023-11-13] （美国英语）.
61. 1 2  . Metacritic. Red Ventures.   [2025-06-28] （美国英语）.
62. ↑  Paige, Rachel. . Marvel.com. 2021-02-16  [2021-02-16]. （原始内容存档于2021-02-16） （美国英语）.
63. ↑  Barnhardt, Adam. . ComicBook.com. 2023-08-19.
64. ↑  Wasserman, Ben. . 漫畫書資源網. 2022-09-10  [2022-09-10]. （原始内容存档于2022-09-11） （美国英语）.
65. ↑  Kit, Borys. . The Hollywood Reporter. 2022-09-29  [2022-09-29]. （原始内容存档于2022-09-29）.

## 外部連結
- 官方网站
- 互联网电影数据库（IMDb）上《秘密入侵》的资料（英文）
- 在Disney+上觀看《秘密入侵》